# Блифельд, Давид Исакович
Дави́д Иса́кович Блифельд (1908—1966) — советский историк и археолог.

## Биография
Родился в Волочиске в семье служащего. С 1928 года заведовал клубом в родном городе, затем библиотекой Дома работников просвещения в Проскурове. В 1933 году окончил Проскуровский техникум политпросвещения, некоторое время преподавал в нём же. В 1939 году с отличием окончил исторический факультет Киевского университета. В 1941 году, пройдя обучение в аспирантуре Института археологии АН УССР, стал младшим научным сотрудником этого учреждения.
В 1941 году эвакуирован в Уфу, где работал в Институте общественных наук АН УССР. С 1942 года — младший научный сотрудник Института истории и археологии Украины. В Уфе Блифельд изучает археологические коллекции Башкирского центрального краеведческого музея, совместно с Б. А. Коишевским, Л. Д. Дмитровым и Е. Ф. Лагодовской занимается составлением «Списка памятников древностей в Башкирской АССР на предмет их охраны для дальнейшего научного обследования». В 1943 году вместе с институтом переводится в Москву, где защищает кандидатскую диссертацию «Археологические памятники Башкирии середины I тыс. до н. э.» (научный руководитель — Л. М. Славин).
В 1944—1966 годах — старший научный сотрудник Института археологии АН УССР.
Сестра — Адель Исаковна Фурманская (1916—1964), исследовательница греческих колоний Ольвии и Тиры.

## Научная деятельность
Принимал участие в археологическом изучении Киева (1939, 1945—1946) и Переяславля (1945), а также зоны затопления Каховского водохранилища (1951, 1953). Проводил исследования Белгорода Киевского (1947), Шестовицы (1948, 1956—1958), Оргоща (1949) и Чернигова (1952).

## Публикации
- З археологічних досліджень у Києві в останні роки (укр.) // Наукові записки[укр.]. — Уфа: Інститут історії і археології України, 1943. — Т. 1. — С. 100—116.
- Сучасний стан археологічних і архітектурних пам’яток Чернігова (укр.) // Археологія  / відп. ред. П. Єфіменко. — Київ: Вид-во АН УРСР, 1947. — Т. I. — С. 197—198. Архивировано 6 декабря 2023 года.
- До питання про Боричев узвіз стародавнього Києва (укр.) // Археологія  / відп. ред. П. Єфіменко. — Київ: Вид-во АН УРСР, 1948. — Т. II. — С. 130—144. Архивировано 6 декабря 2023 года.
- Розкопки слов’янського поселення коло с. Дніпровського Дніпропетровської області (укр.) // Археологічні пам’ятки УРСР  / відп. ред. П. Єфіменко. — Київ: Вид-во АН УРСР, 1949. — С. 99—104. Архивировано 6 августа 2016 года.
- Висла печатка з Білгородки (укр.) // Археологія  / відп. ред. П. П. Єфіменко. — Київ: Вид-во АН УРСР, 1950. — Т. III. — С. 102—110. Архивировано 6 декабря 2023 года.
- Досягнення радянської археології у дослідженні древнього Києва (укр.) // Вісник Академії наук Української РСР. — 1951. — № 8. — С. 71—75.
- Дослідження древнього Бєлгорода (укр.) // Археологічні пам’ятки УРСР  / відп. ред. П. П. Єфіменко. — Київ: Вид-во АН УРСР, 1952. — Т. III. — С. 29—38. Архивировано 27 апреля 2023 года.
- Дослідження в с. Шестовицях (укр.) // Археологічні пам’ятки УРСР  / відп. ред. П. П. Єфіменко. — Київ: Вид-во АН УРСР, 1952. — Т. III. — С. 123—131. Архивировано 27 апреля 2023 года.
- Древнейшее славянское поселение на Черниговщине // Краткие сообщения Института археологии  / отв. ред. П. П. Ефименко. — Киев: Изд-во АН УССР, 1952. — Вып. 1. — С. 53—55. Архивировано 7 августа 2016 года.
- Славянские памятники Черниговщины по исследованиям последних лет // Краткие сообщения Института археологии  / отв. ред. П. П. Ефименко. — Киев: Изд-во АН УССР, 1953. — Вып. 2. — С. 29—30. Архивировано 6 августа 2016 года.
- До питання про ремесло та ремісників у Київській Русі IX—X ст. (укр.) // Археологія  / відп. ред. П. П. Єфіменко. — Київ: Вид-во АН УРСР, 1954. — Т. IX. — С. 30—41. Архивировано 6 декабря 2023 года.
- К исторической оценке дружинных погребений в срубных гробницах Среднего Поднепровья IX—X вв. // Советская археология  / отв. ред. Б. А. Рыбаков. — М.: Изд-во АН СССР, 1954. — Т. XX. — С. 148—162. Архивировано 14 августа 2015 года.
- Раскопки курганов в Чернигове // Краткие сообщения Института археологии  / отв. ред. П. П. Ефименко. — Киев: Изд-во АН УССР, 1955. — Вып. 4. — С. 23—24. Архивировано 6 августа 2016 года.
- Деснянська археологічна експедиція 1949 р. (укр.) // Археологічні пам’ятки УРСР  / відп. ред. С. М. Бібіков. — Київ: Вид-во АН УРСР, 1955. — Т. V. — С. 12—21. Архивировано 6 августа 2016 года.
- Стан дослідження археологічних пам’яток періоду утворення Київської Русі (укр.) // Вісник Академії наук Української РСР. — 1957. — № 7. — С. 18—26.
- Утворення Київської Русі (укр.) // Нариси стародавньої історії Української РСР  / відп. ред. С. М. Бібіков. — Київ: Вид-во АН УССР, 1957. — С. 356—392.
- Древньоруське місто (укр.) // Нариси стародавньої історії Української РСР  / відп. ред. С. М. Бібіков. — Київ: Вид-во АН УССР, 1957. — С. 462—481.
- Курган епохи бронзи в с. Грушівка (укр.) // Археологічні пам’ятки УРСР  / відп. ред. С. М. Бібіков. — Київ: Вид-во АН УРСР, 1961. — Т. X. — С. 46—55. Архивировано 6 августа 2016 года.
- Поселення Бабине І (укр.) // Археологічні пам’ятки УРСР  / відп. ред. С. М. Бібіков. — Київ: Вид-во АН УРСР, 1961. — Т. X. — С. 75—77. Архивировано 6 августа 2016 года.
- З приводу тлумачення свідчень про антів Псевдо-Маврикія (укр.) // Археологія  / відп. ред. С. М. Бібіков. — Київ: Вид-во АН УРСР, 1962. — Т. XIV. — С. 184—198. Архивировано 6 декабря 2023 года.
- Древньоруський могильник в Чернігові (укр.) // Археологія  / відп. ред. С. М. Бібіков. — Київ: Наукова думка, 1965. — Т. XVIII. — С. 105—138. Архивировано 6 декабря 2023 года.
- Чернігів (укр.) // Археологiя Українськой РСР. — Київ: Наукова думка, 1975. — Т. 3. — С. 201—212. Архивировано 10 февраля 2025 года.
- Білгород (укр.) // Археологiя Українськой РСР. — Київ: Наукова думка, 1975. — Т. 3. — С. 237—242. Архивировано 10 февраля 2025 года.
- Могильники (укр.) // Археологiя Українськой РСР. — Київ: Наукова думка, 1975. — Т. 3. — С. 302—316. Архивировано 10 февраля 2025 года.
- Давньоруські пам’ятки Шестовиці (укр.) / відп. ред. В. Й. Довженок. — Київ: Наукова думка, 1977. — 234 с.
- Блифельд Д. И., Коваленко В. П. Чернигов // Археология Украинской ССР. — Киев: Наукова думка, 1986. — Т. 3. — С. 272—281. Архивировано 17 марта 2025 года.
- Блифельд Д. И., Моця А. П. Древнерусские могильники // Археология Украинской ССР. — Киев: Наукова думка, 1986. — Т. 3. — С. 404—417.